# Директивни интервју
Директивни интервју је врста интервјуа у којој интервјуиста све време усмерава и води разговор у одређеном смеру, без обзира на жеље или интересовања самог испитаника, који има подређену и зависну улогу. Ова стратегија вођења интервјуа, у којој током и садржајем разговора суверено влада интервјуиста (лекар, психолог, социјални радник), карактеристична је за дијагностички интервју, али се примењује и у неким облицима терапије.